# Tatoi
Tatoi fou una de les principals residències de la Família reial de Grècia essent la seva propietat una de les principals controvèrsies entre el rei Constantí II de Grècia i la República de Grècia.
Propietat d'una grandària més que considerable ubicada quinze quilòmetres al nord d'Atenes, el complex de Tatoi està format pel Palau Reial, el cementiri reial i un seguit d'edificacions emprades per l'explotació d'activitats agràries i forestals.
Comprada pel rei Jordi I de Grècia i la gran duquessa Olga de Rússia l'any 1871 com a residència d'estiu de la Família Reial. Aviat s'establiren estrets lligams entre la Família reial i l'espai que de mica en mica cresqué i s'intensificaren les activitats agràries i silvícoles.
Ubicada als peus del Mont Parnàs, la vil·la de Tatoi és centrada sobre una antiga fortalesa espartana coneguda amb el nom de Decelis. El vincle entre la Família reial i la propietat cresqué i fou emprada de forma creixement pels diversos membres de la família com a residència habitual i també com l'espai d'enterrament pels membres de la dinastia. Així, l'any 1947 el rei Pau I de Grècia i la princesa Frederica de Hannover hi establiren la seva residència oficial.
L'any 1994 el govern grec confiscà al rei Constantí II de Grècia la propietat de Tatoi, la Vil·la de Psychico, el Palau de Mon Repos a l'illa de Corfú, i un seguit de propietats rurals i urbanes a Atenes. Immediatament el rei plantejà el cas al Tribunal d'Estrasburg de Drets Humans que en una sentència exemplificadora donà la raó a la Família Reial de Grècia. Així, el govern grec hagué de fer front al retorn de la nacionalitat als diversos membres de la dinastia, i pagà la quantitat de 12.000.000 d'euros al rei Constantí II de Grècia, 900.000 euros a la princesa Irene de Grècia i 300.000 euros a la princesa Caterina de Grècia en concepte de compensació per les expropiacions.

## Persones reials soterrades a Tatoi
Al Cementiri reial de Tatoi hi descansa:
- SM el rei Jordi I de Grècia (Copenhaguen 1845 - Salònica 1913)
- SAIR la gran duquessa Olga de Rússia (Pavlovsk 1851 - Pau 1926), esposa de l'anterior.
- SM el rei Constantí I de Grècia (Atenes 1868 - Palerm 1923).
- SAR la princesa Sofia de Prússia (Berlín 1870 -Frankfurt 1932), esposa de l'anterior.
- SM el rei Alexandre I de Grècia (Atenes 1893 - Tatoi 1920).
- SAR la princesa Aspassia Manos (Atenes 1896 - Venècia 1972), esposa de l'anterior.
- SM el rei Pau I de Grècia (Atenes 1901 - Tatoi 1964).
- SAR la princesa Frederica de Hannover (Blackenburg (Saxònia-Anhalt) 1917 - Madrid 1981), esposa de l'anterior.
- SAR el príncep Jordi de Grècia (Corfú 1869 - París 1957).
- SAR la princesa Maria Bonaparte (París 1882 - Saint Tropez 1962), esposa de l'anterior.
- SAR la princesa Alexandra de Grècia, gran duquessa de Rússia, (Corfú 1870 - Ilynskoye 1891. Casada amb el gran duc Pau de Rússia.
- SAR el príncep Nicolau de Grècia (Atenes 1875 - 1938).
- SAIR la gran duquessa Helena de Rússia (Tsàrskoie Seló 1882 - Atenes 1957), esposa de l'anterior.
- SAR la princesa Maria de Grècia, gran duquessa de Rússia (Atenes 1876 - 1940). Esposa del gran duc Jordi de Rússia.
- SAR el príncep Andreu de Grècia (Atenes 1882 - Montecarlo 1944).
- SAR el príncep Cristòfol de Grècia (Atenes 1888 - 1940).
- SAR la princesa Francesca d'Orleans (París 1902 - 1953, esposa de l'anterior.
- SAR la princesa Alexandra de Grècia (Atenes 1921 - Burguess Hill (Anglaterra) 1993). Esposa del rei Pere II de Iugoslàvia.